# کلیوچفسکویه (باشقیرستان)
کلیوچفسکویه (انگلیسی: Klyuchevskoye, Republic of Bashkortostan) یک شهرک در شهرستان ایگلینسکی استان باشقیرستان کشور روسیه است.